# Camp de concentration de Fuhlsbüttel
Prison de Fuhlsbüttel
Le camp de concentration de Fuhlsbüttel (Konzentrationslager Fuhlsbüttel), également connu sous le nom de Kola-Fu, est construit à partir de mars 1933 dans le complexe de bâtiments de la prison de Fuhlsbüttel à Hambourg et a existé jusqu'en avril 1945, c'est-à-dire pendant toute la période du national-socialisme.

## Histoire
C'est l'un des lieux de Hambourg « où se sont manifestés l'oppression et la terreur du régime fasciste ». Au cours des premiers mois, le complexe est utilisé pour accueillir les détenus en détention préventive. En septembre 1933, il est placé sous la garde SS et officiellement déclaré camp de concentration. En décembre, le résistant communiste et ancien député Reinhold Jürgensen y est battu à mort par les SS,.
Au milieu de 1936, Heinrich Himmler ordonne que sa qualification soit changée en « Polizeigefängnis » (prison de police), car elle était sous l'administration de la Gestapo. Il a été utilisé sous ce nom jusqu'à ce qu'il soit évacué à la mi-avril 1945, mais il a été déplacé plusieurs fois dans le complexe de bâtiments.
De plus, à partir de 25 octobre 1944 et jusqu'au 15 février 1945, c'était un camp satellite du camp de concentration de Neuengamme, situé dans une autre partie du bâtiment. Le centre de détention de Fuhlsbüttel, avec prison et pénitencier pour hommes a existé en parallèle pendant toute la période et a continué comme centre pénitentiaire en 1945. En 1987, un mémorial est érigé dans l'ancienne guérite de Suhrenkamp, qui présente une exposition permanente sur l'histoire du camp de concentration et la vie de diverses victimes depuis 2003.

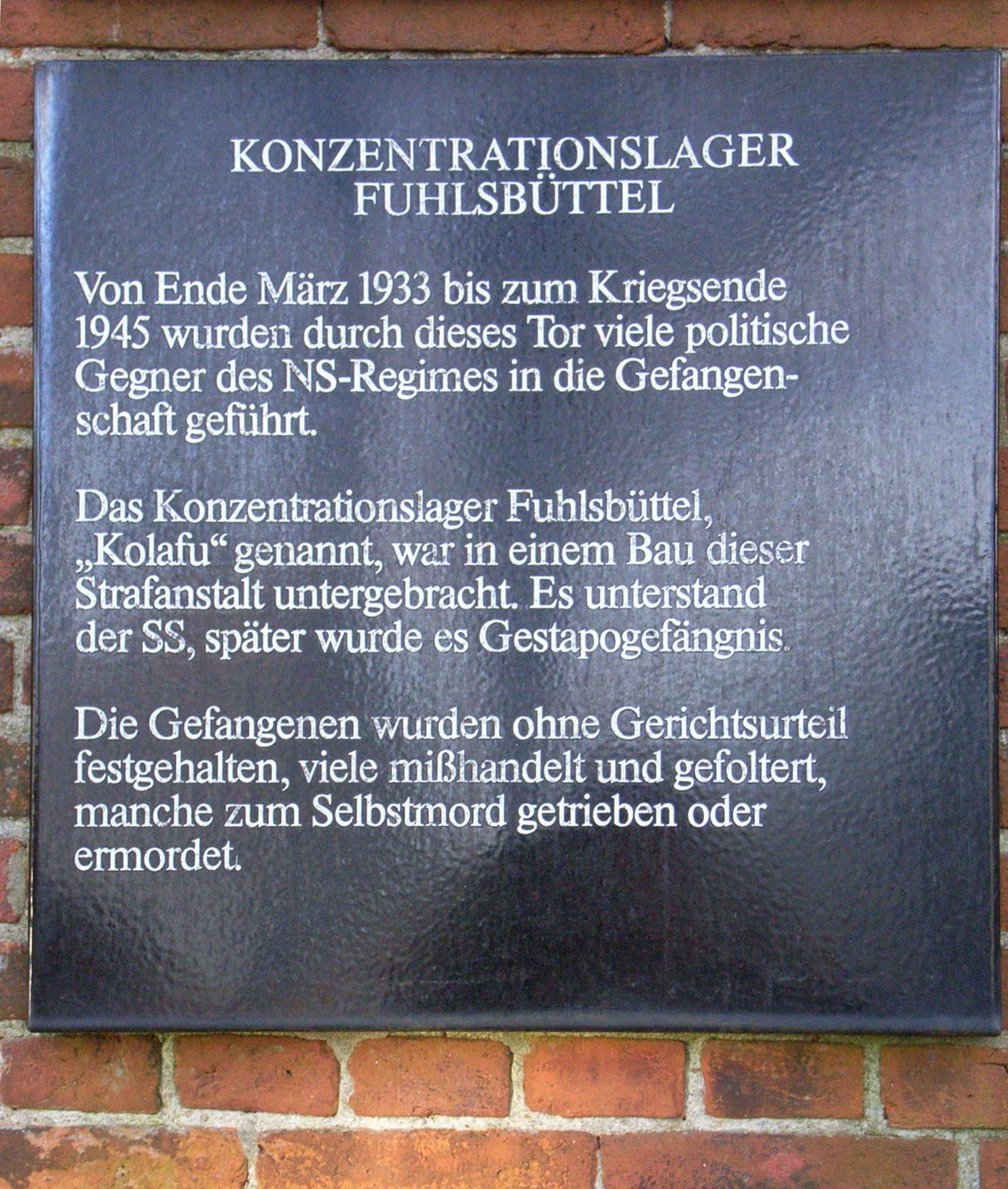
Plaque commémorative sur l'ancienne guérite.